# رویال رامبل (۲۰۱۳)
رویال رامبل (۲۰۱۳) (به انگلیسی: Royal Rumble (2013)) یک رویداد غیر رایگان (Pay-Per-View) در کشتی حرفه‌ای می‌باشد که توسط کمپانی دبلیودبلیوئی تهیه می‌شود و این دوره اش هم در ۲۷ ژانویه ۲۰۱۳ در مرکز هوایی ایالات متحده شهر فینیکس ایالت آریزونا برگزار گردید. رویال رامبل امسال بیست و ششمین رویال رامبل سالانه بود. آهنگ‌های رسمی این مسابقات هم «قهرمان» با اجرای کلمنت مارفو و د فرونت‌لاین و همچنین «چه چیزی سبب ایجاد مرد خوب می‌شود» با اجرای د هیوی بود.